# Roi Hui de Zhou
Le roi Hui de Zhou, ou Zhou Hui wang (chinois : 周惠王) de son nom personnel Ji Lang (姬閬) fut le dix-septième roi de la dynastie Zhou. Il régna de -676 à -651.

## Règne

### Guerre féodale
Le roi Hui fut attaqué dans son domaine par une coalition dirigée par Yan suivie par deux autres, l'état de Song et l'état de Wey. Chengzhou fut envahi et la coalition déposa le roi et l'exila. Elle mit sur le trône le vieil oncle du roi le prince Tui. Par contre, ce coup d'état ne fut pas bien accepté par l'état de Zheng, ni par l'état de Qi. Ils attaquèrent et repoussèrent les forces coalisées et remirent le roi Hui sur le trône. Le duc Huan de Qi, poursuivit le duc Zhuang de Yan pour offrir sa soumission au roi Hui.

### Relation avec Chu
Le roi de Chu, Chu Chengwang était un souverain pacifique, il ne continua pas la politique de provocation envers les rois Zhou. Il envoya sous son règne, les tributs et les hommages appropriés au fils du ciel et les relations avec le Chu s'améliorèrent.